# Etanoloamina
Etanoloamina, kolamina (z gr. kólla, klej, + amina), aminoetanol – organiczny związek chemiczny z grupy aminoalkoholi. Należy do grupy amin biogennych.

## Właściwości
Bezbarwna, oleista ciecz; mieszalna z wodą, alkoholem i eterem. Ma charakter zasadowy.

## Otrzymywanie
Po raz pierwszy otrzymał ją Charles Adolphe Wurtz w 1860 r. (w mieszaninie z dietanoloaminą i trietanoloaminą) w wyniku reakcji chlorohydryny etylenu z wodą amoniakalną:
6HOCH
2CH
2Cl + 3NH
3 → HOCH
2CH
2NH
2 + (HOCH
2CH
2)
2NH + (HOCH
2CH
2)
3N + 6HCl
Rozdzielenie takiej mieszaniny na czyste związki osiągnięto pod koniec XIX w. za pomocą destylacji frakcyjnej.
Współcześnie otrzymywana jest w reakcji amoniaku z tlenkiem etylenu w obecności wody lub innych katalizatorów:
(CH
2CH
2)O + NH
3 → HOCH
2CH
2NH
2
W celu uniknięcia tworzenia się di- i trietanoloaminy stosuje się duży nadmiar amoniaku – do 40 ekwiwalentów molowych. Proces prowadzi się w temperaturze do 150 °C i ciśnieniu do 160 atm.

## Biosynteza
Naturalnie powstaje z seryny. Pierwszym poznanym szlakiem biosyntetycznym prowadzącym do etanoloaminy był proces z udziałem fosfolipidów:
seryna → fosfatydyloseryna → fosfatydyloetanoloamina + CO
2 → etanoloamina
W 2001 r. odkryto, że u roślin seryna może ulegać bezpośredniej dekarboksylacji do etanoloaminy:
H
2NCH(COOH)CH
2OH → H
2NCH
2CH
2OH + CO
2

## Zastosowanie
Stosowana jest jako środek zmiękczający, emulgujący, do otrzymywania środków piorących oraz w przemyśle tworzyw sztucznych jako plastyfikator.